# Tillandsia fresnilloensis
Tillandsia fresnilloensis är en gräsväxtart som beskrevs av Wilhelm Weber och Renate Ehlers. Tillandsia fresnilloensis ingår i släktet Tillandsia och familjen Bromeliaceae. Inga underarter finns listade i Catalogue of Life.